# Symfonie nr. 4 (Martinon)
Jean Martinon begon aan zijn Symfonie nr. 4 "Altitudes" gedurende de zomer van 1964 en voltooide hem in september 1965. Het werk werd geschreven op verzoek van de "Orchestral Association" voor de 75e verjaardag (Diamond Jubilee Season) van het Chicago Symphony Orchestra. Martinon was daar trouwens toen chef-dirigent.

## Inleiding
De symfonie heeft als thema bergbeklimmen en dan met name van de Alpen in Martinons geboorteland Frankrijk, maar Martinon wilde geen specifieke bergen noemen. Hij verwees naar alle bergen ter wereld of waar dan ook. Martinon was gefascineerd door het bergbeklimmen, waarbij de klimmers bijna in aanraking kwamen met "de hemel" en dus ook God. De gehele symfonie is Frans opgezet en zelfs de inleiding in het programmaboekje moest destijds vertaald worden. De muziek was voor die tijd modern, zonder al te veel te voldoen aan de klassieke muziek van de 20e eeuw.
De symfonie kent een driedelige opzet:
- La porte des étoiles (hemelpoort) wordt uitgevoerd in het tempo allegro agitato en laat een motief in syncopen horen, dat motief komt gedurende dat eerste deel steeds terug. De hemelpoort die Martinon hier bedoelde, ligt in Savoie.
- Le jardin verticales (verticale tuinen) verwijst naar de verticale scheidingslijnen van de bergtoppen en hemel. Dit deel is het “serieuze” deel van de symfonie en wordt gespeeld in adagio misterioso.
- La traversée des Dieux (de oversteek naar de Goden) het slotdeel vindt plaats in allegro met aanduiding Tempo di scherzo.

## Eerste uitvoering
De eerste uitvoering vond plaats door het CSO onder leiding van Martinon in een programma van:
- Leonard Bernstein: Ouverture to Candide
- Martinon: Symfonie nr. 4 Altitudes
- pauze
- Frederick Stock – Symfonische variaties op een origineel thema opus 7
- Richard Wagner – Finale uit de derde acte van Götterdämmerung

## Orkestratie
- 4 dwarsfluiten, 3 hobo’s, 1 althobo, 3 klarineten, 1 basklarinet, 3 fagotten waarvan 1 ook contrafagot
- 5 hoorns, 3 trompetten, 3 trombones, 1 tuba
- pauken, 4 man/vrouw percussie, 1 harp, 1 piano, 1 celesta
- violen, altviolen, celli, contrabassen

## Discografie
De symfonie is in 1968 uitgegeven op een langspeelplaat van RCA Victor (LSC 3043).